# Магомедов, Абдурашит Магомедович
Абдурашит Магомедович Магомедов (род. 1905, с. Мегеб —?) — заведующий коневодческой фермой колхоза имени Тельмана Гунибского района Дагестанской АССР. Герой Социалистического Труда (1948).

## Биография
Родился в 1905 году в селении Мегеб в аварской семье крестьянина. За бесперебойную поставку лошадей для нужд фронта в годы Великой Отечественной войны заведующий конефермой Магомедов был награждён орденом «Знак Почёта». После окончания войны поголовье лошадей в колхозе неизменно продолжало расти, и в 1947 году при табунном содержании от 60 кобыл было выращено 60 жеребят. Указом Президиума Верховного Совета СССР от 15 сентября 1948 года за получение высокой продуктивности животноводства в 1947 году Магомедову Абдурашиту присвоено звание Героя Социалистического Труда с вручением ордена Ленина и золотой медали «Серп и Молот».